# 中華人民共和国衛生部
中華人民共和国衛生部（ちゅうかじんみんきょうわこくえいせいぶ）は、中華人民共和国国務院に属する役所で日本の旧厚生省（現厚生労働省）に相当する政府機関。2013年の省庁改編で、国家計画生育委員会と合併し、中華人民共和国国家衛生与計画生育委員会に改組されたが、その後は2018年に中華人民共和国国家衛生健康委員会に改組された。
中華人民共和国衛生部（1949年 - 2013年）→ 中華人民共和国国家衛生与計画生育委員会（2013年 - 2018年）→ 中華人民共和国国家衛生健康委員会（2018年 - ）

## 主な業務
1949年に創設された中華人民共和国衛生部は一般的な健康に関するものや子供や老齢者向けの政策や法律の施行、医療政策、疾病対策や緊急事態の危機管理を行っている。衛生部は中国国内の医療を監督し、直属に中国協和医科大学が設置されており、また執業医師資格考試（中国医師国家試験）も作成する業務がある。2013年の省庁改編以降は、バースコントロールの監督省庁である国家計画生育委員会の一部を合併、中華人民共和国国家衛生与計画生育委員会として再スタートした。
衛生部の基本的な職務は以下の通りである。

1. 健康に関する法律、規制、政策を起草する。健康開発計画と目標を提示する。技術的規定と健康標準を定め、その施行を監督する。
2. 地域の健康計画を提示する、国家全体の計画を指揮し、医療資源の分配を調整する。
3. 地方の健康計画と政策を規定し、母子の健康管理、基本健康計画と技術的規定を実行処理する。
4. 「予防第一」の政策を施行する、一般市民に対し健康に関する教育を行う、包括的な病気の予防と治療の計画、開発を行いそのための組織を編成する。隔離、監視すべき伝染病のリストを広告する。
5. 医学研究所の再編成を行う。医療従事者、医療の品質、医療サービスの伝達の基準を規定し、その施行を監督する。
6. 血液や血漿の収集、輸血用の血液の質を法で規定する。
7. 国家による重要な医療科学技術、教育開発規定の起草、調査組織の編成、達成すべき目標の普及と利用、関係機関を監督する。
8. 予防及び治療すべき感染症を監視し、食品および化粧品の品質管理規定をまとめ、認可を授与する。
9. 医療従事者及び医療従事者向け倫理規定に関する国家開発計画を規定する、医療機関の職員配置基準、医療従事者の認可基準の起草し施行する。
10. 政府、NGOの医療協力を促進する、他国の医療機関との協力や援助をする、国際的組織主催の健康イベントに参加する、WHOや国際組織との協力を調整する。
11. 西洋医学及び伝統中国医学を研究、開発する。
12. 全国愛国衛生運動委員会の活動を継続する。
13. 国内の医療従事者の調整、派遣をする。感染症が流行した場合に地方行政機関、関係機関を援助する。
14. その他国務院の指示に従う。

### 食品の安全性の規制
食中毒事件の調査、食品の安全性の規制、衛生検査、地方において食品事故があった場合、その地方の関係機関に検査するよう命令を下すこともできる。衛生部は食品の安全性を研究、調査したり地方当局の政策立案や安全でない食品を生産する事業者の撲滅訓練プログラムを作成する機関である栄養と食品安全所も監督している。英国の保健職業団体である公認環境保健研究所は衛生部を「食品の安全性を管理する最も重要な機関である」としている。

## 歴任部長
- 李徳全
- 銭信忠
- 劉湘屏
- 江一真
- 銭信忠
- 崔月犁
- 陳敏章
- 張文康（1998年 - 2003年4月）
- 呉儀（2003年4月 - 2005年4月）
- 高強（2005年4月 - 2007年6月）
- 陳竺（2007年6月 - 2013年3月） - 陳竺は中国共産党党員ではなく、いわゆる学者部長で、無党派の閣僚就任は建国以来3人目。陳竺の前に部長を務めていた高強は陳竺の就任と同時に副部長に降格（党組書記はそのまま）されたが、中国産食品の安全性に関する国際世論を受けて諸外国の好印象を得るための党外人事ともいわれた[5]。その後、2012年に中国農工民主党に加入、同時に同党中央委員会副主席に就任。2013年の省庁改編で部長職を離任、全国人民代表大会副委員長に昇進。

## 下位機構
10の職能司（日本の庁にあたる）が置かれている。
1. 弁公庁
2. 人事部
3. 計画財務司
4. 衛生法制・監督司
5. 末端衛生・婦女・児童保健司
6. 医療行政司
7. 疾病抑制司
8. 科学技術教育司
9. 国際合作司
10. 保健局